# Platypalpus velocipes
Platypalpus velocipes är en tvåvingeart som beskrevs av Frey 1943. Platypalpus velocipes ingår i släktet Platypalpus och familjen puckeldansflugor. Inga underarter finns listade i Catalogue of Life.